# Pistolet automatique modèle 1935S
A Pistolet automatique modèle 1935S (Pistola automática modelo 1935S) ou Modèle (Mle.) 1935 S é uma pistola semiautomática com câmara para o cartucho 7,65×20mm Longue. Concorrente nos testes militares franceses de 1935-1937 para selecionar uma nova arma curta, inicialmente perdeu para a SACM 1935A, mas mesmo assim a produção foi ordenada para aliviar a escassez de pistolas no período que antecedeu a Segunda Guerra Mundial.

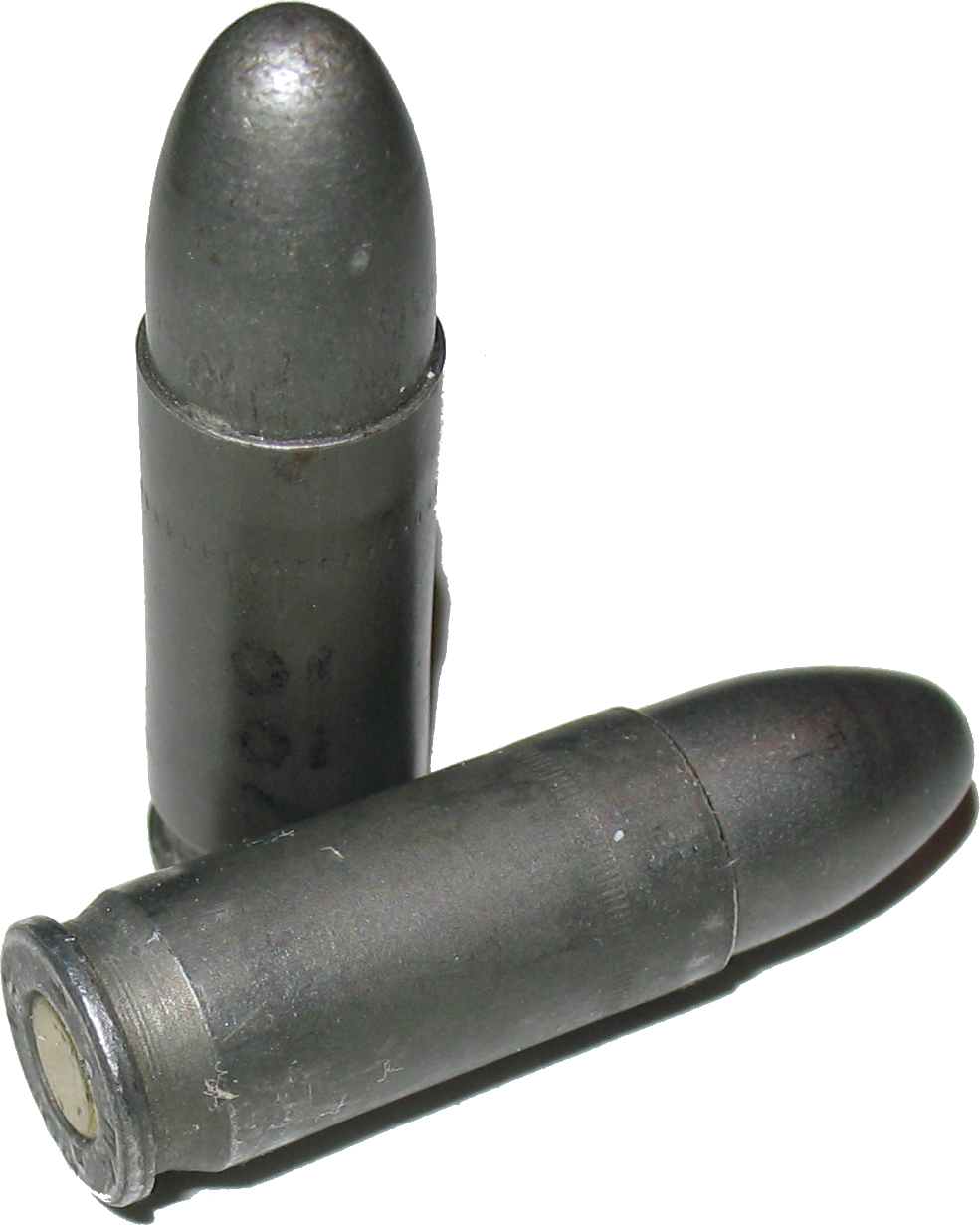
Cartuchos 7,65×20mm Longue

## Descrição
Foi projetada pela Manufacture d'armes de Saint-Étienne (MAS), um arsenal do governo francês. Foi uma concorrente nos testes militares franceses de 1935-37 para selecionar uma nova arma curta, perdendo para a SACM 1935A. Contudo, à medida que a França se preparava para a guerra iminente na Europa, tornou-se evidente que a produção da SACM era inadequada para satisfazer as necessidades militares. Em 1938, contratos adicionais foram concedidos à MAS para produzir a 1935S, e toda a produção das pistolas comerciais MAB modelo D e MAPF "Unique" modelo 17 foi desviada para os militares. A MAS iniciou a entrega inicial do 1935S aos militares franceses no início de 1939, mas a produção cessou depois que apenas cerca de 1.404 pistolas foram produzidas quando as forças alemãs ocuparam Saint-Étienne no verão de 1940. Os trabalhadores da fábrica da MAS conseguiram esconder as principais ferramentas e máquinas do 1935S antes de os alemães ocuparem a fábrica; como resultado, ao contrário da 1935A, MAB D e Unique 17, a 1935S não foi produzida durante a ocupação alemã da França. A produção foi retomada em 1944, após o fim da ocupação. Como a MAS também era a principal produtora de fuzis militares franceses e metralhadoras leves necessárias para a guerra colonial francesa na Indochina, a produção da 1935S foi transferida para outros produtores de armas franceses no final de 1944, depois que a MAS produziu um total de cerca de 6.686 pistolas. Os outros fabricantes da década de 1935 foram a MF (Manufacture Française d'Armes et Cycles de Saint Étienne, também conhecida como ManuFrance), que construiu cerca de 10.000 pistolas em 1944-45; SAGEM (Société d'Applications Générales d'Électricité et de Mécanique), que construiu cerca de 10.000 pistolas em 1945-1953, e MAC (Manufacture Nationale d'Armes de Chatellerault), que construiu cerca de 56.087 pistolas em 1946-1956. A MAC revisou a trava de segurança da 1935S para funcionar como a trava de segurança da 1935A; esta mudança foi incluída em toda a produção MAC e SAGEM 1935S a partir de 1946, com as pistolas marcadas 1935 S M1 a partir de março de 1947. No total, cerca de 82.773 pistolas 1935S foram produzidas entre 1937 e 1956.
A 1935S inspirou diretamente o projeto da pistola de serviço francesa que substituiu a 1935A e a 1935S, a MAC Mle 1950 em 9×19mm Parabellum.